# Ralph Chubb
Ralph Nicholas Chubb (1892-1960) fue un poeta, pintor, ilustrador e impresor británico. Fue influido profundamente por Whitman, Blake y los románticos, su obra fue la expresión de un mundo interior muy complicado y obsesivo, que expresa su anti-materialismo, su sexualidad y su visión religiosa personal.

## Biografía
Ralph Chubb fue llevado a Harpenden, Hertfordshire, el 8 de febrero de 1892. Su familia se trasladó a la ciudad histórica de St. Albans antes de su primer cumpleaños. Chubb asistió a la escuela de Gatehouse de la abadía en St. Albans y a la universidad de Selwyn en Cambridge antes de servir como oficial en la Primera Guerra Mundial.
Sirvió con distinción pero desarrolló neurastenia y fue licenciado por invalidez en 1918. Entre 1919 y 1922 Chubb estudió en la escuela de Slade de arte de Londres. Allí conoció a Leon Underwood y otros artistas influyentes. Él se dedicó a contribuir en varios artículos y poemas para la revista de Underwood's, la isla. Aunque expuso sus obras en lugares tales como la galería de Goupil y la real academia de arte, sus pinturas no se vendieron. Se trasladó con su familia a la aldea de Curridge, cerca de Newbury en Berkshire. Entonces empezó a dedica su talento artístico al grabado impreso que se convertiría en su principal trabajo el resto de su vida.
Sus libros fueron creados en varias etapas. Sus libros típicos de años 20 fueron un humilde acompañamiento a su pintoresca poesía inspirada en las imágenes, donde se mostró el talento de Chubb en el grabado en madera. Incluso en estos primeros tiempos empezó a ser evidente la obsesión de Chubb por los varones adolescentes. Desarrolla más explícitamente este tema An Appendix (Un apéndice), un manifiesto homosexual y espiritualista editado a partir de un manuscrito en el manifiesto en cursiva. An appendix fue la primera de sus obras impresas que imprimió él mismo y pronto fue seguida por sus ricos libros litográficosse imprimirán en su propia mano; y pronto le siguió el primero de sus ricos libros litográficos, The Sun Spirit (El espíritu del sol). Durante los años 1930 los libros Chubb se hicieron más elaborados y sugerentes. En Water Cherubs se cristalizó la estética de Chubb de las formas juveniles masculinas, y The Secret Country (El país secreto) recuenta las historias de su familia y sus viajes con los gitanos de New Forest en Hampshire. La labor de impresión de Ralph se vio interrumpida por la guerra, pero en 1948 la reanudó empezando su tercer periodo de su carrera con dos volúmenes enormes: The Child Of Dawn (hijo del alba) y Flames of Sunrise (llamas del amanecer). Cada página de estos dos volúmenes está llena de las oscuras digresiones de la mitología de Chubb y dibujos de significado simbólico. Resumiendo brevemente la visión de Chubb era una profecía de la redención de 'Albion', Inglaterra, por el niño-dios Ra-el-phaos, del que Ralph afirmaba ser profeta y heraldo. Se encuentra esto en un anuncio de The Heavenly Cupid (El cupido celestial):

Anuncio un acontecimiento secreto como tremendo y misterioso como ninguno que haya ocurrido en la historia espiritual del mundo. Anuncio la inauguración de la tercera dispensa, la dispensa del espectro sagrado sobre la tierra, y el advenimiento visible a la tierra en forma de un joven de trece años, desnuda perfección sin mancha.

La obra de Chubb recorre otros temas. Siempre le persiguió el recuerdo de un joven miembro del coro de St. Albans que desapareció de su vida en el mismo momento en que Chubb reunió valor para hablar con él. De forma similar le marcó una breve relación sexual con otro chico cuando Ralph contaba con 19 años que parece que sirvió para como modelo para su futura visión del paraíso. Los libros de Chubb se convirtieron progresivamente más introspectivos y paranoicos. Buscando articular sus deseos pederastas crea una mitología le explica todo de forma que pueda entenderlo. Su obra está plagada de figuras de simbología psicológica como ángeles, caballeros, sirvientes y niños dioses que en su mundo onírico representan aspectos de su perseguida e introspectiva personalidad
Al fallarle la salud y acosado por las continuas dificultades legales y financieras, Ralph Chubb abandonó sus polémicos trabajos a mediados de los años 1950 en los mediados de-años '50, y comenzó a recolectar y reimprimir sus primeros poemas y memorias de la niñez. En Treasure Trove (el tesoro Trove) y The Golden City (La ciudad dorada), que se publicaron póstumamente, no aparece la profusión de imágenes de jóvenes desnudos habituales en él, por el contrario ofrecen una visión de su imaginación infantil, y algo de su mejor poesía. Al final de su vida donó os volúmenes que le quedaban a las bibliotecas nacionales de Gran Bretaña. Ya anciano murió en Fair Oak Cottage en Hampshire el 14 de enero de 1960, y fue enterrado al lado de sus padres en la iglesia de Kingsclere Woodlands.
La propia afirmación de Chubb sobre su obra coincide con la opinión general de la crítica:

Necesariamente no reivindico ser un gran pintor o escritor, pero afirmo ser un verdadero espíritu libre - esto es una prueba sutil. Búsquenme fuera; pero no me encontraran.
 Ralph Chubb. (An Appendix)

## Obra
Ninguna de las ediciones de los libros de Chubb excede de las 200 copias, y algunas de alguna de sus litografías existen sólo 30 o 40 copias, de las que únicamente 6 o 7 están meticulosamente coloreadas a mano por Chubb.

### Primeros trabajos de impreta
- 1924 Manhood
- 1924 The sacrifice of youth
- 1925 A fable of love and war
- 1927 The cloud and the voice
- 1928 Woodcuts
- 1928 The book of god's madness
- 1929 An appendix (duplicado de un texto escrito a mano)

### Textos litográficos
- 1930 Songs of mankind
- 1931 The sun spirit
- 1934 The heavenly cupid
- 1935 Songs pastoral and paradisal (ilustrado por Vincent Stuart y escrito por Helen Hinkley)
- 1936 Water cherubs
- 1939 The secret country

### Textos proféticos tras la guerra
- 1948 The child of dawn
- 1953 Flames of sunrise

### Recopilación de obras de juventud
- 1957 Treasure trove
- 1960 The golden city

### Obras póstumas
- 1965 The day of st. alban
- 1970 Autumn leaves